# Ликер, Джим
Джим Ликер (англ. Jim Leeker; род. 10 мая 1947, Сент-Луис, Миссури, США) — американский футболист. В 1970 году он получил награду Новичок года NASL и сыграл в общей сложности три сезона в лиге.
В 1965 году Ликер присоединился к «Сент-Луис Кьютис». Через год он поступил в Сент-Луисский университет, где играл в мужской футбольной команде с 1966 по 1969 год. В 1969 году Ликер и его партнёры по команде выиграли чемпионат NCAA. В 1970 году Ликер подписал контракт с «Сент-Луис Старз» из Североамериканской футбольной лиги (NASL). В том же году он сыграл в 22 матчах и забил пять голов, благодаря этому он был признан новичком года NASL. Он продолжал играть за «Старз» до 1972 года, когда покинул NASL. После ухода из «Старз» Ликер вернулся в «Сент-Луис Кьютис», где в 1972 году получил награду «Профессиональный игрок года».
В 1998 году Ликер был включён в Зал славы футбола Сент-Луиса.